# 1-я артиллерийская бригада
1-я артиллерийская бригада (англ. 1st Artillery Brigade) — формирование британской армии осуществлявшее непосредственную артиллерийскую поддержку подразделений британской армии и Региональной точки командования (Regional Point of Command) в Юго-западном регионе.

## История
Бригада образована 1 сентября 2014 года в соответствии с планом реорганизации «Армия 2020». Была осуществлено объединение подразделений 43-й (Уэссексской) бригады с полками Королевской артиллерии. В состав бригады входит большое количество подразделений, включая 1-й полк Королевской конной артиллерии, 19-й полк королевской артиллерии и 15 гарнизонов и станций в юго-западной части Англии.
Проходила информация в СМИ о том, что военнослужащие бригады тестировали Watchkeeper Remotely Piloted Aerial System.

## Структура

### 1989 год
- Штаб, Дортмунд
- Отряд связи 55-го эскадрона ККС (Rear Link Det, 55 Signal Sqn R SIGNALS (V))
- 5-й тяжёлый полк КА (12x M107A2)
- 32-й тяжёлый полк КА (12x M107A2)
- 39-й тяжёлый полк КА (12x M110A2)
- 27-й полевой полк КА (18x FH70)
- 43-й полевой полк КА (18x FH70)
- 94-й локационный полк КА (звукометрические, метеорологические пеленгационные комплексы и дроны)
- 50-й ракетный полк КА (12x ТРК Lance)
- 8-й (добровольческий) батальон Её Величества фузилёрного полка (ситилондонский)
- Почётная артиллерийская рота (Honourable Artillery Company) (артиллерийская разведка)
- Батареи наблюдательных постов территориальной армии
- 12-й полк ПВО (12th Air Defence Regiment, Royal Artillery), Дортмунд, (24x самоходных и 24x буксирыемых Rapier)
- 16-й полк ПВО (16th Air Defence Regiment, Royal Artillery), Киртон ин Линдси[англ.], UK, (48x буксируемые Rapier, 1x батарея поддерживает UKMF/1-ю пехотную бригаду, 1x батарея поддерживает 3-ю бригаду СпН КМП)
- 22-й полк ПВО (22nd Air Defence Regiment, Royal Artillery), Дортмунд, (24x самоходных и 24x буксируемых Rapier)
- 102-й полк ПВО (102nd (Ulster) Air Defence Regiment Royal Artillery (V)), Белфаст, (32x Javelin)
- 104-й полк ПВО (104th Air Defence Regiment, Royal Artillery (V)), Ньюпорт, (64x Javelin)
- 105-й полк ПВО (105th (Scottish) Air Defence Regiment, Royal Artillery (V)), Эдинбург (64x Javelin)
- 8-й транспортный полк (8th Transport Regiment, Royal Corps of Transport), Мюнстер (поддержка ракетных и тяжёлых полков)
- 153-й транспортный полк (153 (Highland) Transport Regiment, Royal Corps of Transport (V)), Эдинбург (поддержка полков ПВО)[6]

### 2022 год
- Штаб (Headquarters, 1st Artillery Brigade), Тидворт-Кэмп[англ.]
- Штаб национального резерва Королевской артиллерии (National Reserve Headquarters, Royal Artillery), станция Вулидж
- 5-й полк Королевской артиллерии (5th Regiment Royal Artillery), гарнизон Каттерик
- 3-й полк королевской конной артиллерии (3rd Regiment Royal Horse Artillery), Albemarle Barracks, England[англ.], Стамфордхэм[англ.] (12 x 105-мм гаубицы L118)
- 4-й полк Королевской артиллерии (4th Regiment Royal Artillery), (12 x L118)
- 1-й полк королевской конной артиллерии (1st Regiment Royal Horse Artillery), Тидворт (18 x AS-90) — поддержка 20-й бронетанковой бригаде
- 19-й полк Королевской артиллерии (19th Regiment Royal Artillery), Тидворт (18 x AS-90) — поддержка 12-й бронетанковой бригаде
- 26-й полк Королевской артиллерии (26th Regiment Royal Artillery), Royal School of Artillery[англ.], Ларкхилл[англ.] (24 x M270)
- 103-й (ланкаширский артиллерийский добровольческий) полк Королевской артиллерии (103rd (Lancashire Artillery Volunteers) Regiment, Royal Artillery) (24 x L118) — в паре с 1-м полком ККА
- 104-й полк Королевской артиллерии (104th Regiment Royal Artillery), Ньюпорт (24 x L118) — в паре 4-м полком КА
- 105-й полк Королевской артиллерии (105th Regiment Royal Artillery), Эдинбург (24 x L118) — в паре 19-м полком КА
- 101-й (нортумбрийский) полк Королевской артиллерии (101st (Northumbrian) Regiment Royal Artillery), Гейтсхед (24 x M270) — в паре 26-м полком КА